# Typhula erumpens
Typhula erumpens är en svampart som beskrevs av Corner 1970. Typhula erumpens ingår i släktet Typhula och familjen trådklubbor.   Inga underarter finns listade i Catalogue of Life.